# Volkmar Witt
Volkmar Witt (* 1949 in Gera; † 7. April 2018 in Berlin) war ein deutscher Schauspieler.

## Leben
Seine Schauspielausbildung absolvierte er an der Theaterhochschule Hans Otto in Leipzig, woraufhin wenig später die ersten Rollenangebote folgten, vornehmlich Engagements an verschiedenen Theaterhäusern.
Einem breiten Publikum wurde er bekannt durch die Rolle des Hannes Voss in der ARD-Vorabendserie Marienhof, in der er vom 8. Dezember 1992 bis Januar 1994 zu sehen war. Zudem war er in diversen Fernsehproduktionen wie Polizeiruf 110, Alarm für Cobra 11 und Balko zu sehen.

## Filmografie
- 1983: Fariaho
- 1989: Die gläserne Fackel (TV-Mehrteiler)
- 1990: Der Staatsanwalt hat das Wort: Blonder Tiger, schwarzer Tango (TV-Reihe)
- 1991: Polizeiruf 110 – Der Fall Preibisch (TV-Reihe)
- 1991: Polizeiruf 110 – Mit dem Anruf kommt der Tod (TV-Reihe)
- 1991: Polizeiruf 110 – Thanners neuer Job (TV-Reihe)
- 1992–1994: Marienhof (TV-Serie)
- 1996: Mona M. – Mit den Waffen einer Frau (TV)
- 1996: Jede Karte ein As (TV)
- 1996: Heiße Wäsche (TV)
- 1996: Alarm für Cobra 11 – Die Autobahnpolizei – Der Samurai (TV-Serie)
- 2001: Balko – Der Aufstand (TV-Serie)
- 2003: Wunschkinder und andere Zufälle
- 2007: GSG 9 – Ihr Einsatz ist ihr Leben – Außer Kontrolle (TV-Serie)
- 2008: Unschuldig – Chaostage (TV-Serie)
- 2003: Babij Jar – Das vergessene Verbrechen
- 2009: SOKO Leipzig

## Theater
- Kleines Theater Bad Godesberg – Antigone (als Jonas)
- Landestheater Neustrelitz – Romulus (als Romulus)
- Theater Rudolstadt – Bezahlt wird nicht! (als Giovanni)
- Schichttheater Dresden – Die Dreigroschenoper (als Tiger Brown)
- Bühnen der Stadt Gera
  - Mephisto (als Sebastian Brückner)
  - Kater Lampe (als Neumerkel)
  - Die Mitschuldigen (als Söller)
- Prodacapo Theaterproduktion Berlin – Mein armer Zarewitsch (als Großfürst)